# Oggiyamduraipakkam
Oggiyamduraipakkam là một thị trấn thống kê (census town) của quận Kancheepuram thuộc bang Tamil Nadu, Ấn Độ.

## Nhân khẩu
Theo điều tra dân số năm 2001 của Ấn Độ, Oggiyamduraipakkam có dân số 25.961 người. Phái nam chiếm 52% tổng số dân và phái nữ chiếm 48%. Oggiyamduraipakkam có tỷ lệ 73% biết đọc biết viết, cao hơn tỷ lệ trung bình toàn quốc là 59,5%: tỷ lệ cho phái nam là 78%, và tỷ lệ cho phái nữ là 67%. Tại Oggiyamduraipakkam, 12% dân số nhỏ hơn 6 tuổi.